# Agnostrup striatus
Agnostrup striatus är en mångfotingart som först beskrevs av Masatoshi Takakuwa 1949.  Agnostrup striatus ingår i släktet Agnostrup och familjen storhuvudjordkrypare. Inga underarter finns listade i Catalogue of Life.